# Drosophila bedicheki
Drosophila bedicheki är en tvåvingeart som beskrevs av Heed och Russell 1971. Drosophila bedicheki ingår i släktet Drosophila och familjen daggflugor.
Artens utbredningsområde är Trinidad.